# ハティオラ属
ハティオラ属(ハティオラぞく、学名：Hatiora)は、サボテン科リプサリス連の属の一つ。ハチオラ属とも呼ばれる。近縁属にスクルンベルゲラ属がある。

## 概要
南アメリカ大陸のブラジル沿岸部に自生するサボテン科の植物である。本属はサボテン科にしては珍しく、乾燥地帯ではなく熱帯雨林の樹上に着生ランの様に着生して生育する生態を持つ。葉が退化している代わりに棒状の茎が密生し、下垂するのでホウキの頭の様な草姿になる。茎はトクサの様に複数の節に分かれており、節から根が出たり分枝したりする。花は茎の頂点に花芽が出来て花が咲く。花の形状はラン科の植物にかなり似ている。通常のサボテンに見られる棘を作る棘座（しざ）と言う組織がないので、鋭い棘などは持っていない。

## 栽培方法
ブラジル原産であるが、日本国内でも観葉植物としても広く栽培されており、栽培も比較的容易である。ただ、他のサボテンと異なり、成長期にはやや多めの水分が必要となる。休眠期が10～3月までとかなり長い事も相まって成育は非常に緩慢。夏越しは寒冷紗などで養生した涼しい環境下で行う。鉢植えにすると樹木の様に分枝しながら上に伸びるため、スミクロスティグマ属やクラッスラ属の若緑、青鎖竜、ミドリサンゴなどに似た草姿になる。生育期には直射日光にしっかり当てて花芽形成の促進を図る。

## 名称について
属名Hatioraの由来は、16世紀イギリスの数学者のトーマス・ハリオット（Thomas Hariot） の姓のアナグラムによるものである。

## 下位分類
ハティオラ属は亜種や変種を除くと5種程度が認められる小さな属である。
- 猿恋葦【さるこいあし】

　（Hatiora salicornioides）
ブラジル大断崖のそびえる沿岸地域に自生する種である。学名のままハティオラ・サリコニオイデスとも呼ばれる。種小名は「アッケシソウ属（Salicornia）に似た」という意味である。和名の猿恋葦の語源は、学名のsalicornoidesに由来するものである。世界的に、学名のスペルミスのまま広がっており、【Hatiora salicornioides】は明らかな誤りである。
- 白糸の滝【しらいとのたき】

　（Hatiora bambusoides）
- Hatiora cylindrica Britton & Rose
- Hatiora herminiae (Porto & A.Cast.) Backeb. ex Barthlott